# Payal Parekh
Payal Parekh (geb. in Indien) ist eine Klimaschützerin und Kampagnenberaterin. Sie zählt zu den führenden Stimmen der Schweizer Klimaschutzbewegung.

## Leben
Parekh wuchs in einer wohlhabenden Familie in Mumbai auf. Ihre Mutter war Ladenbesitzerin, ihr Vater Ingenieur. Im Alter von sechs Jahren folgte sie ihrem Vater in die Vereinigten Staaten. Später verbrachte sie im Rahmen eines Schüleraustauschs ein Jahr in Deutschland, bevor sie zum Abitur nach Indien zurückkehrte. Sie engagiert sich seit ihrem 19. Lebensjahr in Graswurzelbewegungen. Parekh promovierte am Massachusetts Institute of Technology und an der Woods Hole Oceanographic Institution in Klimawissenschaft und Ozeanchemie. Sie nahm leitende Positionen bei einer Reihe internationaler Umwelt-NGOs ein. So war sie Geschäftsführerin von 350.org. Auch vertrat sie das Strike WEF Collective nach außen.

## Wirken
In ihrer Arbeit befasst sich Parekh mit dem Veränderungspotenzial durch Kampagnen. Parekh vertritt gemeinsam mit Carola Rackete die These, dass die Klimaschutzbewegung breit aufgestellt sein muss und dabei auch Migranten einbinden muss; sie sagte hierzu: „Man kann zwar nicht alle, aber schon sehr viele Menschen erreichen, wenn man sich die Mühe macht.“ Sie ist insbesondere auf Kampagnenstrategie und zivilen Ungehorsam spezialisiert. Sie fasste die Ungleichheit im Hinblick auf die Klimakrise einmal wie folgt zusammen: „Darauf läuft es im Wesentlichen hinaus: Die Welt ist sehr ungleich und das spielt sich auch in Bezug auf den Klimawandel ab.“
Parekh lebt seit 2011 in Bern in der Schweiz.